# Ptychoglene aequalis
Ptychoglene aequalis är en fjärilsart som beskrevs av Walker 1854. Ptychoglene aequalis ingår i släktet Ptychoglene och familjen björnspinnare. Inga underarter finns listade.